# Rašeliniště Kyselov
Rašeliniště Kyselov je přírodní památka v okrese Český Krumlov. Nachází se na Šumavě ve Vltavické brázdě, tři kilometry jihozápadně od osady Dolní Vltavice. Je součástí CHKO Šumava. Důvodem ochrany jsou rostlinná a živočišná společenstva vzniklá přirozeným vývojem na ploše v minulosti odtěženého rašeliniště.